# Marilena Kirchner
Marilena, mit vollem Namen Marilena Kirchner, (* 10. Juli 1997 in Fulda) ist eine deutsche Volksmusik-Sängerin und Radiomoderatorin.

## Karriere
Marilena Kirchner lebt mit ihren Eltern und ihrem Bruder Valentin in der Nähe von Tann. Ihr Vater arbeitet ebenfalls als Musiker, so stand sie  mit vier Jahren erstmals auf der Bühne. 2004 lernte sie Klavierspielen, wenig später Gitarre zu spielen.
Vier Jahre später gewann Kirchner bei einem größeren regionalen Songcontest, wo das Texter-Paar Peter und Gaby Wessely auf die junge Sängerin aufmerksam wurde. Gemeinsam arbeiteten sie an dem Song Der erste Kuss, mit dem Kirchner 2009 beim Kinder-Grand Prix der Volksmusik in Südtirol teilnahm. Im Herbst 2009 erschien ihre Single-CD Der erste Kuss mit drei Titeln.
Nach einigen Auftritten in ihrer Region wurde sie im Juni 2010 auf Europas größtem Kulturfest, dem Donauinselfest in Wien, eingeladen. Dort trat sie u. a. mit Andy Borg, Nik P. und dem Nockalm Quintett auf. Auch der KiKA wurde auf die Sängerin aufmerksam und begleitete sie in einer Reportage nach Wien.
2011 unterschrieb Kirchner einen Kontrakt mit dem Label Obermain Produktion. Dann begannen die Arbeiten an ihrem Debütalbum. Bei den Arbeiten wurde sie von Uwe Altenried (Klostertaler) und Gottfried Würcher (Nockalm Quintett) sowie von Wesselys unterstützt. Das Album erschien im Juli 2011.
Am 3. Februar 2011 hatte sie erstmals einen Fernsehauftritt bei Andy’s Musikparadies. Am 7. Mai folgte ein Auftritt im Musikantenstadl, wo sie beim Nachwuchswettbewerb gewinnen konnte. Am 31. Dezember gewann sie im Rahmen des Silvesterstadls mit dem Titel A Lausbua muss er sein die Gesamtwertung aller Nachwuchswettbewerbsgewinner des Jahres 2011 und erhielt somit den Stadlstern 2011. Am 16. 
Dezember 2011 wurde Kirchner mit dem Herbert-Roth-Preis in der Kategorie „Junge Solistinnen“ ausgezeichnet. Am 26. Juli 2014 veröffentlichte sie anlässlich ihres 2. Marilena-Festes ihr drittes Album Hey DJ leg a Polka auf!.
Seit 2019 ist Marilena Kirchner Redakteurin und Moderatorin bei Antenne Bayern.

## Diskographie

### Singles
- 2009: Der erste Kuss
- 2012: Bin ich noch Kind
- 2012: Dann macht es bumm-bumm-bumm
- 2013: Du bist mei Sommer
- 2022: Berghoamat

### Album
- 2011: Ich bin wie ich bin
- 2013: Lust auf's Leben
- 2014: Hey DJ leg a Polka auf!

### Compilation
- 2009: Singen macht Happy (Kinder-Grand Prix der Volksmusik)